# Bâlines
Bâlines és un municipi francès situat al departament de l'Eure i a la regió de Normandia. L'any 2007 tenia 432 habitants.

## Demografia

### Població
El 2007 la població de fet de Bâlines era de 432 persones. Hi havia 176 famílies, de les quals 32 eren unipersonals (12 homes vivint sols i 20 dones vivint soles), 66 parelles sense fills, 66 parelles amb fills i 12 famílies monoparentals amb fills.
La població ha evolucionat segons el següent gràfic:
Habitants censats

### Habitatges
El 2007 hi havia 206 habitatges, 172 eren l'habitatge principal de la família, 27 eren segones residències i 7 estaven desocupats. 200 eren cases i 3 eren apartaments. Dels 172 habitatges principals, 148 estaven ocupats pels seus propietaris, 16 estaven llogats i ocupats pels llogaters i 7 estaven cedits a títol gratuït; 5 tenien dues cambres, 27 en tenien tres, 49 en tenien quatre i 91 en tenien cinc o més. 167 habitatges disposaven pel capbaix d'una plaça de pàrquing. A 81 habitatges hi havia un automòbil i a 81 n'hi havia dos o més.

### Piràmide de població
La piràmide de població per edats i sexe el 2009 era:
| Homes | Edats   | Dones |
| ----- | ------- | ----- |
| 0     | 95 o +  | 4     |
| 0     | 90 a 94 | 0     |
| 0     | 85 a 89 | 0     |
| 0     | 80 a 84 | 0     |
| 8     | 75 a 79 | 8     |
| 8     | 70 a 74 | 4     |
| 4     | 65 a 69 | 16    |
| 20    | 60 a 64 | 24    |
| 20    | 55 a 59 | 20    |
| 28    | 50 a 54 | 24    |
| 8     | 45 a 49 | 24    |
| 8     | 40 a 44 | 20    |
| 12    | 35 a 39 | 4     |
| 16    | 30 a 34 | 8     |
| 4     | 25 a 29 | 4     |
| 8     | 20 a 24 | 12    |
| 24    | 15 a 19 | 16    |
| 8     | 10 a 14 | 4     |
| 8     | 5 a 9   | 4     |
| 8     | 0 a 4   | 4     |

## Economia
El 2007 la població en edat de treballar era de 273 persones, 193 eren actives i 80 eren inactives. De les 193 persones actives 171 estaven ocupades (86 homes i 85 dones) i 22 estaven aturades (9 homes i 13 dones). De les 80 persones inactives 32 estaven jubilades, 28 estaven estudiant i 20 estaven classificades com a «altres inactius».

### Ingressos
El 2009 a Bâlines hi havia 175 unitats fiscals que integraven 443 persones, la mediana anual d'ingressos fiscals per persona era de 18.801 €.

### Activitats econòmiques
Dels 32 establiments que hi havia el 2007, 5 eren d'empreses de fabricació d'altres productes industrials, 5 d'empreses de construcció, 10 d'empreses de comerç i reparació d'automòbils, 3 d'empreses de transport, 1 d'una empresa d'hostatgeria i restauració, 1 d'una empresa financera, 1 d'una empresa immobiliària, 2 d'empreses de serveis i 4 d'empreses classificades com a «altres activitats de serveis».
Dels 5 establiments de servei als particulars que hi havia el 2009, 1 era un taller de reparació d'automòbils i de material agrícola, 1 paleta, 2 guixaires pintors i 1 fusteria.
Dels 4 establiments comercials que hi havia el 2009, 1 era un supermercat, 1 una fleca, 1 una botiga de roba i 1 una botiga d'electrodomèstics.
L'any 2000 a Bâlines hi havia 5 explotacions agrícoles.

## Poblacions més properes
El següent diagrama mostra les poblacions més properes.